# Cynon
La Cynon (en gallois : Afon Cynon), est une rivière située dans le sud du Pays de Galles. Elle est l'un des principaux affluents de la Taf. 
Elle prend sa source à la source de la Llygad Cynon, à 219 m d'altitude, à Penderyn (Rhondda Cynon Taf). Elle coule approximativement vers le sud-est, se jetant dans la Taf à Abercynon, dans le même district. 

## Description
Le Nant Cadlan et son affluent, le Ceunant Du, prennent leur source sur les pentes du Cefn Cadlan, au nord-est de Penderyn. Ils coulent d'abord vers le sud-est, puis vers le sud, à l'est du village, jusqu'à la source du Cynon, augmentant ainsi le débit de la crue. Les eaux du Nant y Bwllfa se jettent dans le Cynon comme affluent de rive gauche, entre Penderyn et Hirwaun. En aval, le cours de la rivière a été modifié à l'ancienne usine sidérurgique d'Hirwaun. Le débit combiné du Nant Hir et du Nant Melyn se jette dans la rivière au nord de Penywaun, et celui du Nant y Gwyddel à l'est de Penywaun. La Dare se jette comme affluent de rive droite à Aberdare, et l'Aman à Aberaman. Le dernier affluent, quelle que soit son importance, est le Nant Pennar, qui se jette sur la rive gauche du Cynon à Mountain Ash (Aberpennar en gallois),. 

## Hydronymie
Le nom apparait comme Canan en 1253 et Kenon en 1536-1539, avec la voyelle finale prononcée avec un son ə. Alors que Thomas Morgan a déclaré que le nom est un composé des éléments « cyn » (qui signifie chef) et « ain » (eau ou ruisseau), donnant une signification de « ruisseau principal », les auteurs modernes affirment plus communément que la rivière dérive d'un nom personnel, Cynan ou Cynon. C'est également la dérivation préférée pour le Ffrwd Cynon, un affluent du Teifi. Cependant, aucun éponyme n'a été identifié pour l'une ou l'autre des rivières. 
Avec deux rivières voisines, elle donne son nom à une autorité locale, à statut unitaire, Rhondda Cynon Taf.
Le bassin versant porte le nom de vallée de la Cynon.